# Bédoin
Bédoin è un comune francese di 3 202 abitanti situato nel dipartimento di Vaucluse della regione Provenza-Alpi-Costa Azzurra.

Diede i natali al pittore Gilbert Blanc (1906-1993).

## Società

### Evoluzione demografica
Abitanti censiti

## Monumenti storici
- Chiesa di San Pietro (1736)
- Chiesa di Notre Dame du Moustier (c. 1600)
- Cappella di Santa Maria Maddalena (c. 1020)